# Roza, Berdeansk
Roza (în ucraineană Роза) este un sat în comuna Novovasîlivka din regiunea Zaporijjea, Ucraina.

## Demografie
Componența lingvistică a localității Roza
     Rusă (81,4%)
     Ucraineană (18,11%)
     Alte limbi (0,49%)
Conform recensământului din 2001, majoritatea populației localității Roza era vorbitoare de rusă (81,4%), existând în minoritate și vorbitori de ucraineană (18,11%).